# 炮术游戏
炮术游戏（Artillery game）是早期回合制策略电子游戏的代名词，坦克互相射击，考虑弹道计算、地形、弹药和风向等问题。

## 新一代

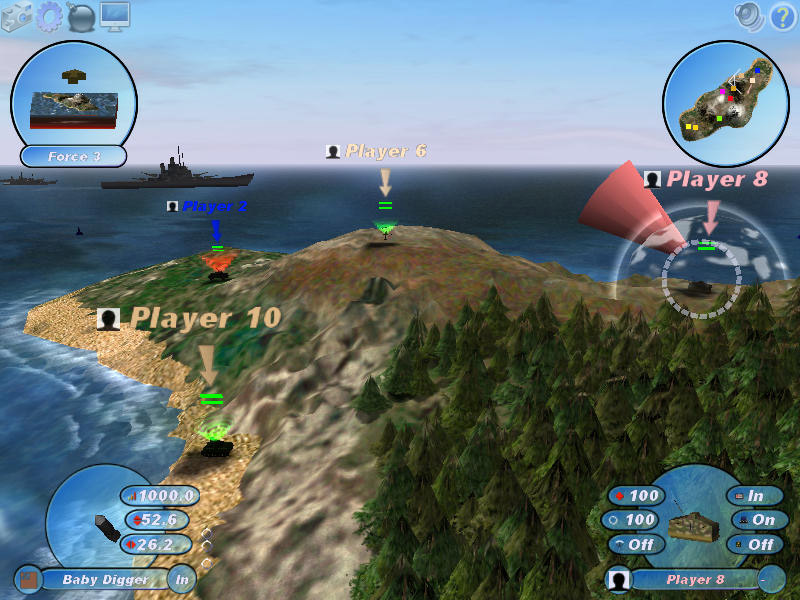
Scorched 3D

1994年，Team17发布成名作百战天虫Worms这个Amiga系统上的游戏不久移植到了DOS，游戏中，玩家控制小组蠕虫而不是坦克，跨过可毁坏的地表战斗。明快幽默的卡通风格和诙谐多样的武器让此系列广为流传，加之动作因素，被很多人认为是一种新的游戏类型。续作在1995年发布，后来3D化的（Worms 3D）在2003年发布。然后是Worms Forts and Worms 4然后又是回到2D风格的Worms Open Warfare。
2001年，Gavin Camp发布3D炮术游戏Scorched3D某些程度上基于Scorched Earth。Scorched3D提供联机游戏能力（LAN或Internet），以及游戏玩家的纸娃娃系统和自由视角。